# Jacques de Maleville
Jacques de Maleville, født og døbt den 19. juni 1741 i Domme, hvor han døde den 22. november 1824, fransk advokat og politiker, var en af tegnerne for den civile lov.